# Кобиляни (Малопольське воєводство)
Кобиляни (пол. Kobylany) — село в Польщі, у гміні Забежув Краківського повіту Малопольського воєводства.
Населення — 799 осіб (2011).

## Демографія
Демографічна структура станом на 31 березня 2011 року:
|          | Загалом | Допрацездатний вік | Працездатний вік | Постпрацездатний вік |
| -------- | ------- | ------------------ | ---------------- | -------------------- |
| Чоловіки | 391     | 67                 | 284              | 40                   |
| Жінки    | 408     | 85                 | 239              | 84                   |
| Разом    | 799     | 152                | 523              | 124                  |